# Spodoptera fulgens
Spodoptera fulgens är en fjärilsart som beskrevs av Charles Andreas Geyer 1828/32. Spodoptera fulgens ingår i släktet Spodoptera och familjen nattflyn. Inga underarter finns listade i Catalogue of Life.